# Barbara Jo Allen
Barbara Jo Allen (Nueva York, 2 de septiembre de 1906 – Santa Bárbara, California, 14 de septiembre de 1974) fue una actriz de cine, televisión y voz estadounidense.

## Biografía
Nacida en Nueva York, fue conocida por el nombre Vera Vague, la solterona que ella creó e interpretó en la radio y en la pantalla en los años 1940 y 1950, y para la cual se inspiró en una persona a la que conoció en la realidad, una mujer que estaba dando una conferencia sobre literatura y que se expresaba de un modo confuso. Como Vague, ella popularizó el latiguillo "You dear boy!"
La habilidad de Allen para la actuación ya surgió en las obras teatrales representadas en la escuela. Tras su graduación en la high school, fue a París a estudiar en La Sorbona. Concentrada en el estudio de idiomas, llegó a hablar con fluidez el francés, español, alemán e italiano. Tras fallecer sus padres, ella se mudó a Los Ángeles, donde vivió con su tío.
En 1937 debutó en la radio, encarnando a Beth Holly en el programa de la NBC One Man's Family, actuando posteriormente en Death Valley Days, I Love a Mystery y otras series radiofónicas. Tras aparecer el personaje de Vera en 1939 en el show NBC Matinee, ella intervino con regularidad junto a Bob Hope a partir de 1941.
Allen actuó en al menos 60 películas y series televisivas entre 1938 y 1963, a menudo bajo el nombre artístico de Vera Vague en lugar del suyo. El personaje que creó se hizo tan popular que finalmente adoptó su nombre como su apodo profesional. Desde 1943 a 1952, como Vera, hizo más de una docena de cortos cómicos para Columbia Pictures. 
En 1948 no trabajó con la misma intensidad como actriz, dedicándose en cambio a montar un comercio de orquídeas, a la vez que fue Alcaldesa Honoraria de Woodland Hills, California. En 1953, como Vera, presentó una serie televisiva propia, Follow the Leader, un show de la CBS en el que participaba el público. En 1958 fue Mabel en la versión en redifusión de la sitcom de Jeannie Carson Hey, Jeannie!, emitiéndose únicamente seis episodios.
Allen también fue actriz de voz en películas de animación, destacando su papel de Fauna en La bella durmiente (1959) y de la fregona en The Sword in the Stone (1963).
Allen se casó en primeras nupcias con el actor Barton Yarborough, con el que tuvo un hijo. En 1946 el matrimonio actuó en el corto cómico Hiss and Yell, nominado a un Oscar al mejor corto. Desde 1931 a 1932 Allen estuvo casada con Charles H. Crosby, y en 1943 se casó con el productor de Bob Hope, Norman Morrell. Tuvieron un hijo, y estuvieron casados hasta la muerte de ella, ocurrida en 1974 en Santa Bárbara, California. Sus restos fueron incinerados, y las cenizas entregadas a sus allegados.

## Filmografía

### Largometrajes
| - Mujeres (1939) - Village Barn Dance (1940) - Broadway Melody of 1940 (1940) - Sing, Dance, Plenty Hot (1940) - Melody and Moonlight (1940) - Melody Ranch (1940) - The Mad Doctor (1941) - Kiss the Boys Goodbye (1941) - Ice Capades (1941) - Buy Me That Town (1941) - Design for Scandal (1941) - Larceny, Inc. (1942) - Priorities on Parade (1942) - Hi, Neighbor (1942) - Mrs. Wiggs of the Cabbage Patch (1942) - Ice Capades (1942) - Swing Your Partner (1943) | - Get Going (1943) - Cowboy Canteen (1944) - Moon Over Las Vegas (1944) - Rosie the Riveter (1944) - The Aldrich Family (1944) - Girl Rush (1944) - Lake Placid Serenade (1944) - Snafu (1945) - Earl Carroll Sketchbook (1946) - Square Dance Katy (1950) - Mohawk (1956) - The Opposite Sex (1956) - La bella durmiente (1959) (voz) - Born to Be Loved (1959) - Goliath II (1960) - The Sword in the Stone (1963) (voz) |

### Cortos
| - Major Difficulties (1938) - Moving Vanities (1939) - Ring Madness (1939) - Kennedy the Great (1939) - Meet the Stars #1: Chinese Garden Festival (1940) - You Dear Boy (1943) - Screen Snapshots Series 24, No. 3 (1944) - Doctor, Feel My Pulse (1944) - Strife of the Party (1944) - She Snoops to Conquer (1944) - The Jury Goes Round 'n' Round (1945) - Screen Snapshots: Radio Shows (1945) - Calling All Fibbers (1945) - Hiss and Yell (1946) - Headin' for a Weddin' (1946) | - Reno-Vated (1946) - Cupid Goes Nuts (1947) - Screen Snapshots: Off the Air (1947) - Sitka Sue (1948) - Screen Snapshots: Smiles and Styles (1948) - A Lass in Alaska (1948) - A Miss in a Mess (1949) - Clunked in the Clink (1949) - Wha' Happen? (1949) - Nursie Behave (1950) - She Took a Powder (1951) - Happy Go Wacky (1952) - Screen Snapshots: Hollywood Life (1954) - Goliath II (1960) |